# آون-له-روش
آون-له-روش (به فرانسوی: Avon-les-Roches) یک کمون در فرانسه است که در canton of l'Île-Bouchard واقع شده‌است. آون-له-روش ۳۳٫۲۸ کیلومتر مربع مساحت دارد.